# Liste der Kulturgüter in Weggis
Die Liste der Kulturgüter in Weggis enthält alle Objekte in der Gemeinde Weggis im Kanton Luzern, die gemäss der Haager Konvention zum Schutz von Kulturgut bei bewaffneten Konflikten, dem Bundesgesetz vom 20. Juni 2014 über den Schutz der Kulturgüter bei bewaffneten Konflikten sowie der Verordnung vom 29. Oktober 2014 über den Schutz der Kulturgüter bei bewaffneten Konflikten unter Schutz stehen.
Objekte der Kategorie A sind im Gemeindegebiet nicht ausgewiesen, Objekte der Kategorie B sind vollständig in der Liste enthalten, Objekte der Kategorie C fehlen zurzeit (Stand: 1. Januar 2023). Unter übrige Baudenkmäler sind zusätzliche Objekte zu finden, die im kantonalen Denkmalverzeichnis verzeichnet und nicht bereits in der Liste der Kulturgüter enthalten sind.

## Kulturgüter
| Foto |                                                                | Objekt                                                               | Kat. | Typ | Standort                        | Beschreibung |
| ---- | -------------------------------------------------------------- | -------------------------------------------------------------------- | ---- | --- | ------------------------------- | ------------ |
| ja   | Datei hochladen · Wikidata zu Villa Senar (Q7930499)           | Villa Senar mit Gartenanlage, Gärtner- und Gerätehaus KGS-Nr.: 16914 | A    | G   | Zinnenstrasse 8 672899 / 209348 |              |
| ja   | Datei hochladen · Wikidata zu Allerheiligenkapelle (Q29785844) | Allerheiligenkapelle KGS-Nr.: 03913                                  | B    | G   | Seestrasse 51.1 674991 / 209423 |              |

## Übrige Baudenkmäler
| ID  | Foto |                                                               | Objekt                | Typ | Standort                                   | Beschreibung                                                  |
| --- | ---- | ------------------------------------------------------------- | --------------------- | --- | ------------------------------------------ | ------------------------------------------------------------- |
| 26  | ja   | Datei hochladen                                               | Herrenhaus Trottenhof | G   | Hertensteinstrasse 71 674171 / 209170      |                                                               |
| 185 | ja   | Datei hochladen                                               | Hotel Albana          | G   | Luzernerstrasse 26 675400 / 209519         | 1892/1895 zweite Pension Villa Köhler, seit 1911 Hotel Albana |
| 238 | ja   | Datei hochladen                                               | Strandbad Lido        | G   | Hertensteinstrasse 45 674620 / 209119      | 1919 durch den Luzerner Architekten Carl Griot erbaut         |
| 951 | ja   | Datei hochladen · Wikidata zu St. Michaelskapelle (Q29474397) | St.-Michaels-Kapelle  | G   | Rigi Kaltbad, Känzeliweg 2 677896 / 210832 |                                                               |
| 953 | ja   | Datei hochladen                                               | Heiligkreuzkapelle    | G   | Rigiweg 50 677749 / 209887                 |                                                               |

Legende: Siehe Legende der Liste der Kulturgüter von nationaler und regionaler Bedeutung. Anstelle der KGS-Nummer wird als Objekt-Identifikator (ID) die Gebäudenummer im kantonalen Denkmalverzeichnis verwendet.